# Antiautoritärer Sozialismus
Der antiautoritäre Sozialismus, auch libertärer Sozialismus oder freiheitlicher Sozialismus genannt, ist ein Sammelbegriff für zahlreiche politische Weltanschauungen, die sich vor allem konsequent von autoritärem und totalitärem Sozialismus abgrenzen. Insbesondere die Organisation des Staates sowie Aktivitäten in einer revolutionären Partei und die Diktatur des Proletariats wurden und werden abgelehnt. Der antiautoritäre Sozialismus hat eine lange Geschichte und ist breit gefächert.

## Geschichte
Die wohl bekanntesten Vertreter des autoritären und des antiautoritären Sozialismus waren Karl Marx und Michail Bakunin, die gegensätzliche Auffassungen des Sozialismus vertraten. Zum einen den Marxismus und zum anderen den kollektivistischen Anarchismus von Bakunin. Zum Beispiel die Juraföderation, der daraus entspringende Anarchosyndikalismus (der vor allem im Spanischen Bürgerkrieg 1936 eine Rolle spielte) bis hin zu Rätekommunismus und libertärem Sozialismus sind Richtungen, die zum antiautoritären Sozialismus gezählt werden. Merkmale waren und sind: Ablehnung von autoritären, hierarchischen und militärischen Machtsystemen, Herrschaft von Menschen über Menschen und ein ausgeprägtes Freiheitsdenken. Relativ stark vertreten war der antiautoritäre Sozialismus in der 68er-Bewegung.
In Bakunin-Anarchismus versus Marx-Kommunismus verglich der Autor Ch. Rutz die kommunistischen Vorstellungen von Marx und die anarchistischen Ideen von Bakunin auf der Suche nach alternativen Gesellschaftsmodellen, die antiautoritär organisiert sind.
Der Philosoph Max Stirner kritisierte bereits die kollektive Macht des Kommunismus mit den Worten: „Der Kommunismus drückt mich durch eine Aufhebung allen persönlichen Eigentums nur noch mehr in die Abhängigkeit von einem anderen, nämlich von der Allgemeinheit oder Gesamtheit zurück, und so laut er immer auch den Staat angreife, was er beabsichtigt, ist selber wieder ein Staat, ein status, ein meine freie Bewegung hemmender Zustand, eine Oberherrlichkeit über mich“. Auch M. Bakunin äußerte Kritik am autoritären Staatskommunismus: „Ich verabscheue den Kommunismus, weil er die Negation der Freiheit ist, und weil ich mir nichts Menschenwürdiges ohne Freiheit vorstellen kann. Ich bin deshalb nicht Kommunist, weil der Kommunismus alle Macht der Gesellschaft im Staat konzentriert und aufgehen läßt, weil er notwendig zur Zentralisation des Eigentums in den Händen des Staates führen muß, …“.
In der Vergangenheit gab es Organisationen und Verbände wie zum Beispiel den Syndikalistischen Frauenbund (1921), den Bund herrschaftsloser Sozialisten (1920), die Föderation freiheitlicher Sozialisten (1947 bis 1970), die Antiautoritäre Internationale sowie die heute noch bestehende Freie Arbeiter-Union Deutschlands, die den antiautoritären Sozialismus vertraten.
Im 20. Jahrhundert waren es Teile der politischen Linken und der Jugendbewegung, die erneut den antiautoritären Sozialismus propagierten: die Neue Linke, die deutsche Studentenbewegung der 1960er-Jahre, der Anarchosyndikalismus und zum Teil die Frauenbewegung, die neuen sozialen Bewegungen, die Sponti-Bewegung und die Außerparlamentarische Opposition (APO). Die antiautoritär-sozialistische Kindererziehung spielte hierbei eine wichtige Rolle. In der Bundesrepublik hatten die antiautoritären Sozialisten Schrecken verbreitet, weil zum ersten Mal in der Geschichte Deutschlands die Universitäten die Basis einer sozialrevolutionären Bewegung geworden waren. Auch die Graswurzelrevolution-Initiativen spielen eine nicht zu übersehende Rolle in Deutschland hinsichtlich des antiautoritären Sozialismus. „Unsere Konzeptionen einer antiautoritären, sozialistischen Revolution mit Kampfformen des gewaltlosen, zivilen Widerstands ist wesentlich älter als die Zeitschrift Graswurzelrevolution. Menschen, die die soziale Revolution gerade als Kampf gegen die Waffen statt als Kampf mit der Waffe verstehen, haben viele generationstypische Erfahrungen mit bitteren Niederlagen und mit Pyrrhussiegen hinter sich - und vor sich“. In den 1960er- und 1970er-Jahren waren es ebenfalls Gruppen der international revoltierenden Jugendbewegung (Gegenkultur), die für den antiautoritären Sozialismus eintraten. Es fand eine Konfrontation statt zwischen der antiautoritären Strömung und den traditionell eingestellten sozialistischen Befürwortern. Der Drang und die Sehnsucht nach einem „anderen (alternativen) Leben“ und einer neuen, antiautoritären Politik waren stark vertreten. In den Niederlanden war es die Provo-Bewegung, in den USA die Youth International Party, in Dänemark Freistadt Christiania, in Deutschland die neuen sozialen Bewegungen und andere mehr.

## Weiterführende Literatur
- Peter Mosler: Was wir wollten, was wir wurden. Zeugnisse der Studentenrevolte. Reinbek bei Hamburg 1988, ISBN 3-499-12488-2.
- Ingrid Gilcher-Holtey: Die 68er Bewegung – Deutschland, Westeuropa, USA. Beck, München 2001, ISBN 3-406-47983-9.
- Michael Bakunin: Die revolutionäre Frage. Föderalismus, Sozialismus, Antitheologismus. Aus dem Französischen von Michael Halfbrodt, hrsg. v. Wolfgang Eckhardt. Unrast Verlag, Münster 2000
- Simon Kiessling: Die antiautoritäre Revolte der 68er. Die Untersuchung behandelt die antiautoritäre Revolte von ihren Anfängen in der „Subversiven Aktion“ über den Sozialistischen Deutschen Studentenbund und die Kommune I bis zur Neuen Frauenbewegung. Böhlau Verlag, Köln 2006, ISBN 3-412-33705-6.
- Walter Hollstein: Die Gegengesellschaft. Rowohlt Verlag, rororo–Sachbuch 7454, Reinbek 1982, ISBN 3-499-17454-5.